# Lenoncourt
Pour les articles homonymes, voir Lenoncourt (homonymie).
Ne doit pas être confondu avec Lemoncourt.
Lenoncourt est une commune française située dans le département de Meurthe-et-Moselle, en région Grand Est.

## Géographie
| Saulxures-lès-Nancy | Cerville     |              |
| Art-sur-Meurthe     | Lenoncourt   | Buissoncourt |
|                     | Varangéville | Haraucourt   |

### Hydrographie
La commune est dans le bassin versant du Rhin au sein du bassin Rhin-Meuse. Elle est drainée par la Roanne, le ruisseau de Bronze, le ruisseau de l'Étang le Comte et le Rupt du Mandre,.
La Roanne, d'une longueur de 16 km, prend sa source dans la commune de Hoéville et se jette  dans la Meurthe à Saint-Nicolas-de-Port, après avoir traversé neuf communes. 

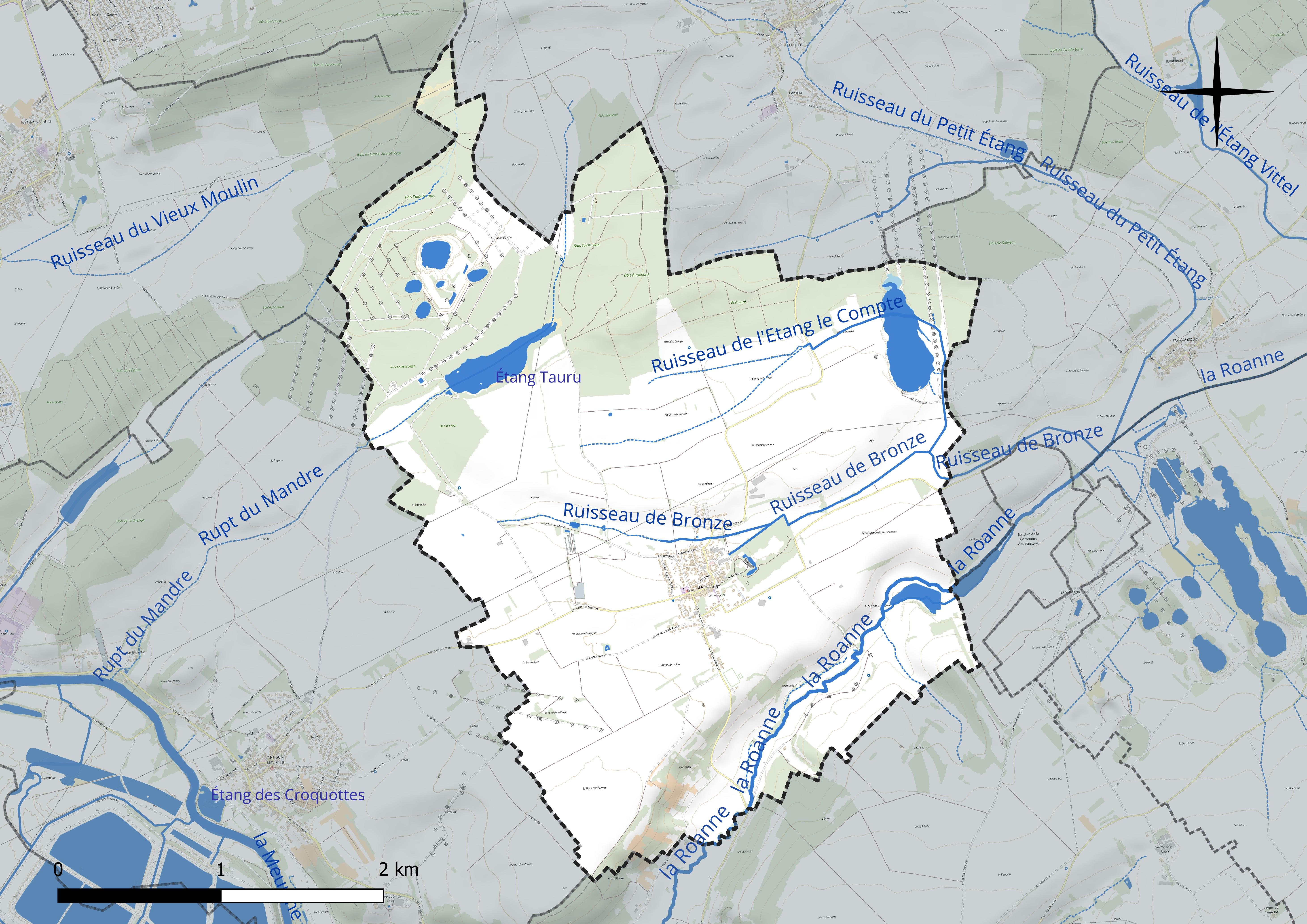
Réseau hydrographique de Lenoncourt.

Un plan d'eau complète le réseau hydrographique : l'étang Tauru (10,3 ha),.

### Climat
Pour des articles plus généraux, voir Climat du Grand Est et Climat de Meurthe-et-Moselle.
En 2010, le climat de la commune est de type climat océanique dégradé des plaines du Centre et du Nord, selon une étude du Centre national de la recherche scientifique s'appuyant sur une série de données couvrant la période 1971-2000. En 2020, Météo-France publie une typologie des climats de la France métropolitaine dans laquelle la commune est exposée à un climat semi-continental et est dans la région climatique  Lorraine, plateau de Langres, Morvan, caractérisée par un hiver rude (1,5 °C), des vents modérés et des brouillards fréquents en automne et hiver. 
Pour la période 1971-2000, la température annuelle moyenne est de 9,7 °C, avec une amplitude thermique annuelle de 16,9 °C. Le cumul annuel moyen de précipitations est de 781 mm, avec 11,2 jours de précipitations en janvier et 9,2 jours en juillet. Pour la période 1991-2020, la température moyenne annuelle observée sur la station météorologique de Météo-France la plus proche, « Nancy-Essey », sur la commune de Tomblaine à 7 km à vol d'oiseau, est de 11,0 °C et le cumul annuel moyen de précipitations est de 746,3 mm. 
La température maximale relevée sur cette station est de 40,1 °C, atteinte le 24 juillet 2019 ; la température minimale est de −24,8 °C, atteinte le 21 février 1956,,. 
Les paramètres climatiques de la commune ont été estimés pour le milieu du siècle (2041-2070) selon différents scénarios d'émission de gaz à effet de serre à partir des nouvelles projections climatiques de référence DRIAS-2020. Ils sont consultables sur un site dédié publié par Météo-France en novembre 2022.

## Urbanisme

### Typologie
Au 1er janvier 2024, Lenoncourt est catégorisée commune rurale à habitat dispersé, selon la nouvelle grille communale de densité à sept niveaux définie par l'Insee en 2022.
Elle est située hors unité urbaine. Par ailleurs la commune fait partie de l'aire d'attraction de Nancy, dont elle est une commune de la couronne,. Cette aire, qui regroupe 353 communes, est catégorisée dans les aires de 200 000 à moins de 700 000 habitants,.

### Occupation des sols

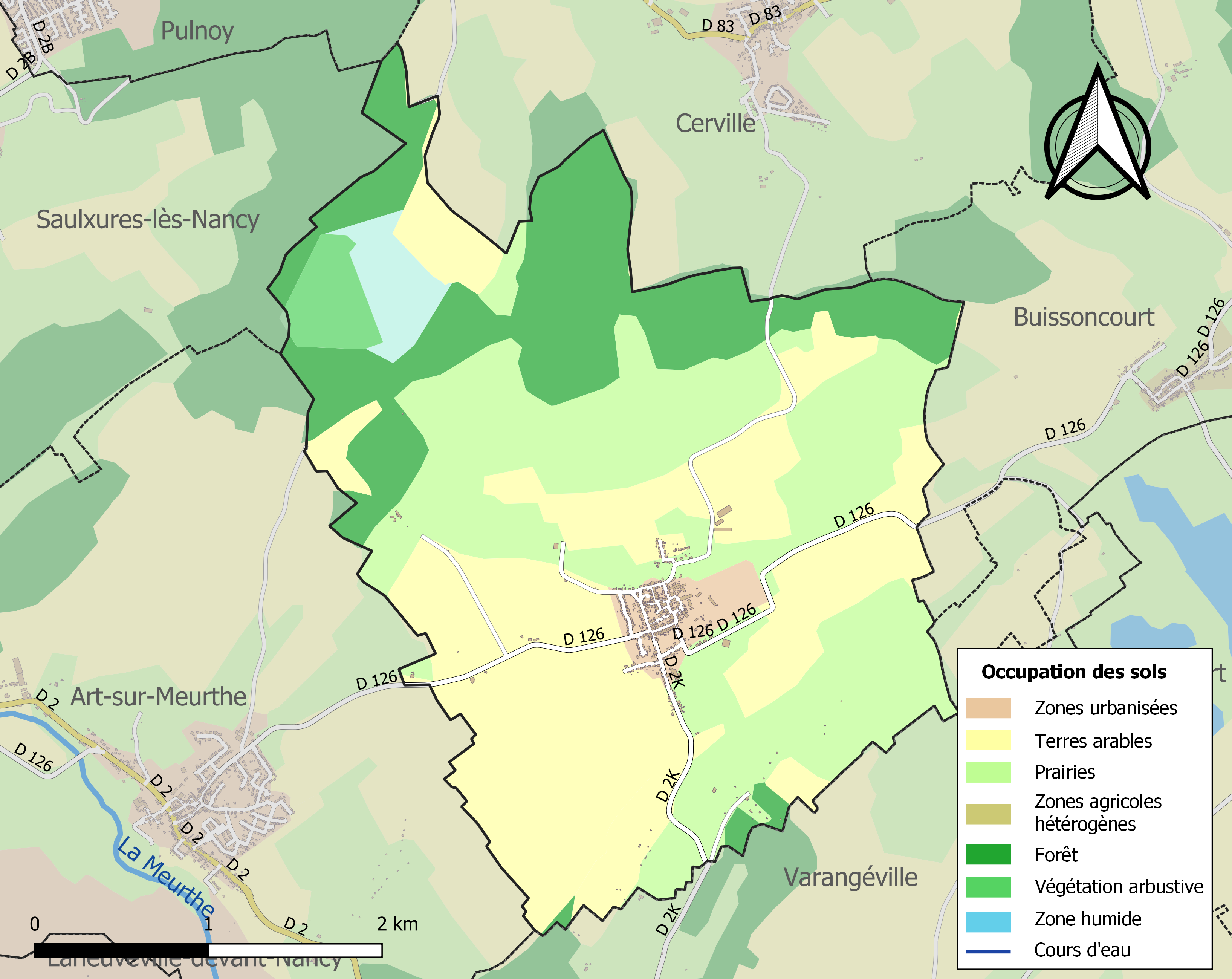
Carte des infrastructures et de l'occupation des sols de la commune en 2018 (CLC).

L'occupation des sols de la commune, telle qu'elle ressort de la base de données européenne d’occupation biophysique des sols Corine Land Cover (CLC), est marquée par l'importance des territoires agricoles (71,6 % en 2018), une proportion sensiblement équivalente à celle de 1990 (72,2 %). La répartition détaillée en 2018 est la suivante : 
terres arables (35,1 %), prairies (34,6 %), forêts (21 %), zones urbanisées (2,9 %), espaces ouverts, sans ou avec peu de végétation (2,3 %), milieux à végétation arbustive et/ou herbacée (2,1 %), cultures permanentes (1,9 %).
L'IGN met par ailleurs à disposition un outil en ligne permettant de comparer l’évolution dans le temps de l’occupation des sols de la commune (ou de territoires à des échelles différentes). Plusieurs époques sont accessibles sous forme de cartes ou photos aériennes : la carte de Cassini (XVIIIe siècle), la carte d'état-major (1820-1866) et la période actuelle (1950 à aujourd'hui).

## Toponymie
D'après Henri Lepage, Charles-Edmond Perrin et Gérard Giuliato, le nom du village s'est d'abord écrit,  Ecclesia de Lenoncurte vers 950, Curte Lenonis comitis en 1153 ou 1155, Lenuncurt en 1260, Lenoncourt en 1294, Lenoncuria en 1380, Le Noncourt en 1438, Lenoncourt en 1862.
Le toponyme se serait formé entre le VIe et le Xe siècle. Il serait composé à partir du nom de personne germanique Launo ou Lono, et curte qui en latin signifie domaine rural d'après Ernst Förstemann et Marie-Thérèse Morlet,.

## Histoire

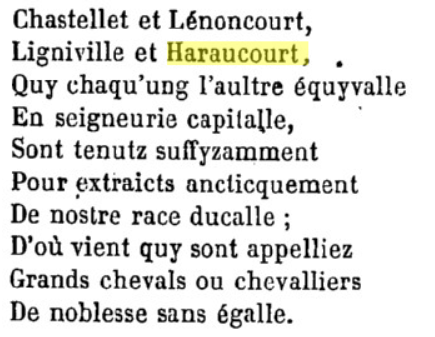
vieux proverbe lorrain

Des outils de la période du Paléolithique moyen ont été trouvés sur le territoire communal.

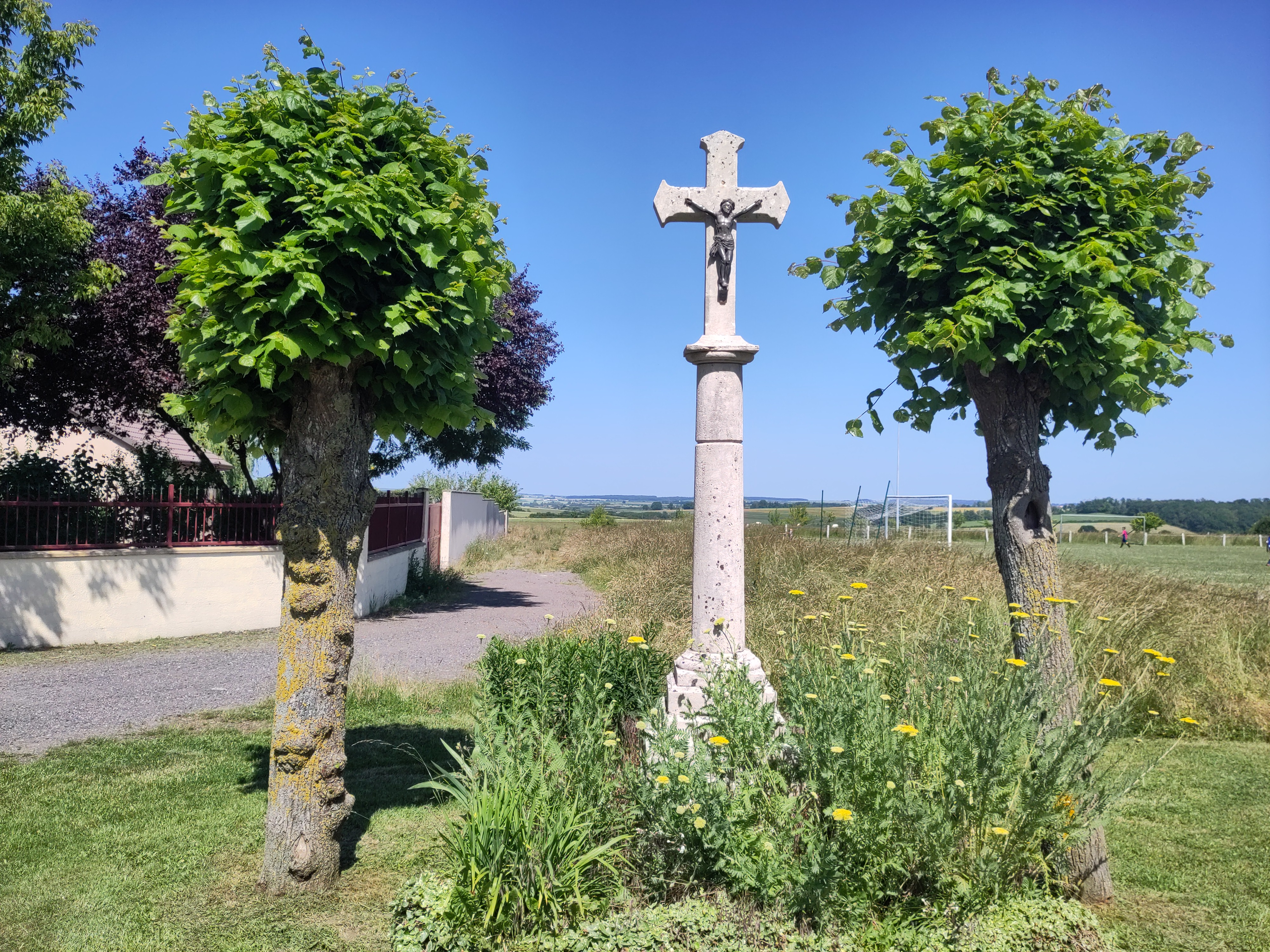
Croix de chemin, sur la route de Varangéville

Le village a donné son nom à une famille de la haute noblesse lorraine à a la fin du Moyen Âge. La coutume disait que les Haraucourt, les Lenoncourt, Les Chastelet et les Ligniville étaient les quatre grands chevaux de Lorraine. Il faut comprendre, les quatre principaux chevaliers. Plusieurs membres de la famille de Lenoncourt ont été élus évêques, archevêques ou cardinaux à des postes particulièrement prestigieux de l'église catholique.

## Politique et administration

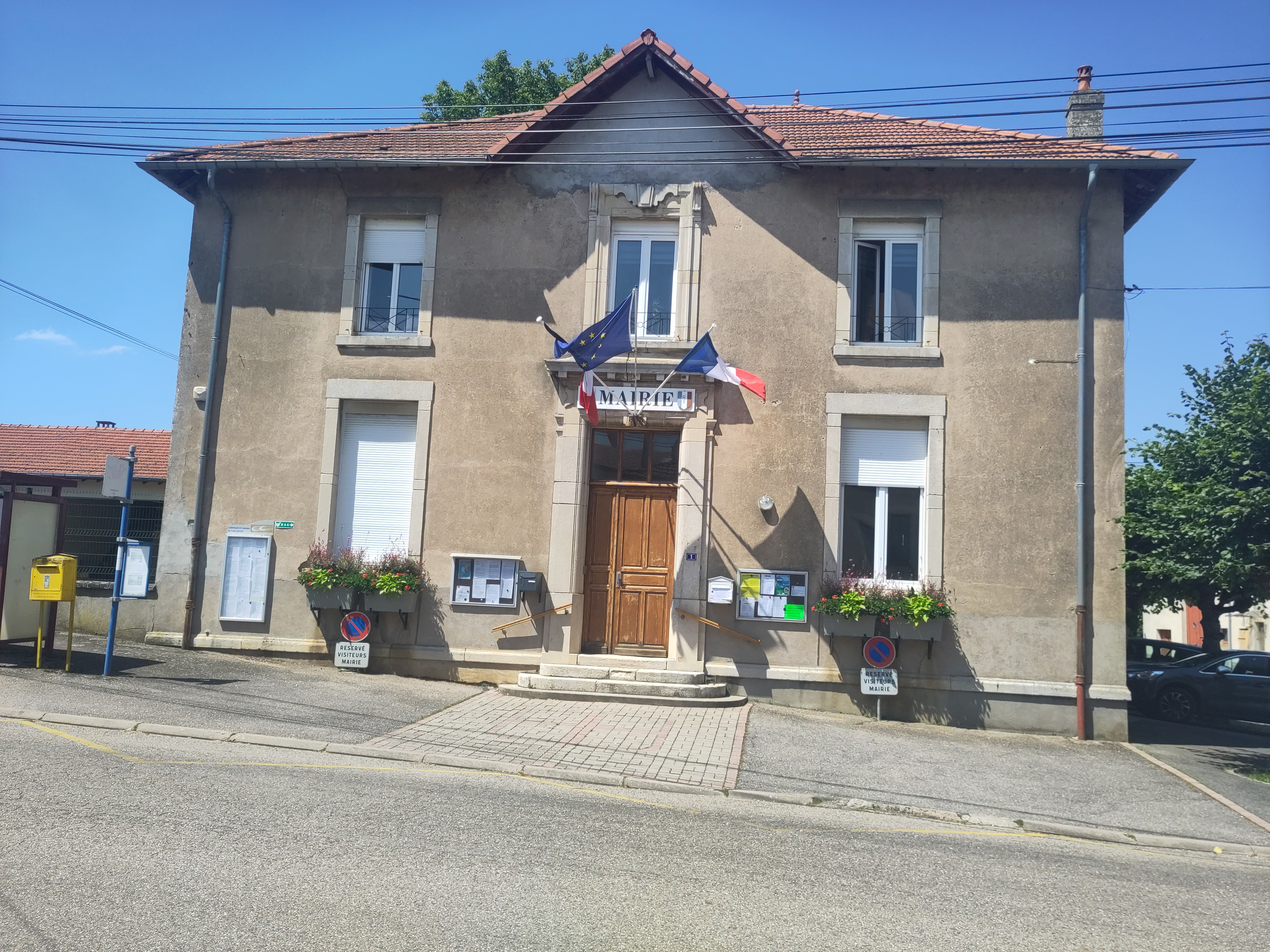
La Mairie

| Période                                  | Période                   | Identité                                       | Étiquette                                       | Qualité                   |
| ---------------------------------------- | ------------------------- | ---------------------------------------------- | ----------------------------------------------- | ------------------------- |
| Les données manquantes sont à compléter. |                           |                                                |                                                 |                           |
| 30 mars 1773                             |                           | René Dupré                                     |                                                 |                           |
| avant mars 1789                          |                           | Joseph Job                                     |                                                 |                           |
| avant janvier 1841                       |                           | Nicolas Joseph Dinvaux                         |                                                 |                           |
| avant août 1879                          |                           | Vannesson                                      |                                                 |                           |
|                                          | 1911                      | Ernest Musquar                                 |                                                 |                           |
| 1911                                     | 1920                      | Léon Camille Godart                            | Parti républicain radical et radical-socialiste | Général                   |
| avant octobre 1930                       | 1941                      | Musquar                                        |                                                 |                           |
| 1941                                     | 1964                      | Dinvaux                                        | RPF                                             | décédé en cours de mandat |
| 1965                                     | 1971                      | Mérigot                                        |                                                 |                           |
| 1971                                     | 1983                      | Bérot                                          |                                                 |                           |
| 1983                                     | 1994                      | Jean Toussaint                                 |                                                 |                           |
| 1994                                     | mars 2008                 | Roger Messin                                   |                                                 |                           |
| mars 2008                                | En cours (au 28 mai 2020) | Philippe Thiry, Réélu pour le mandat 2020-2026 |                                                 | Ancien cadre              |

## Population et société

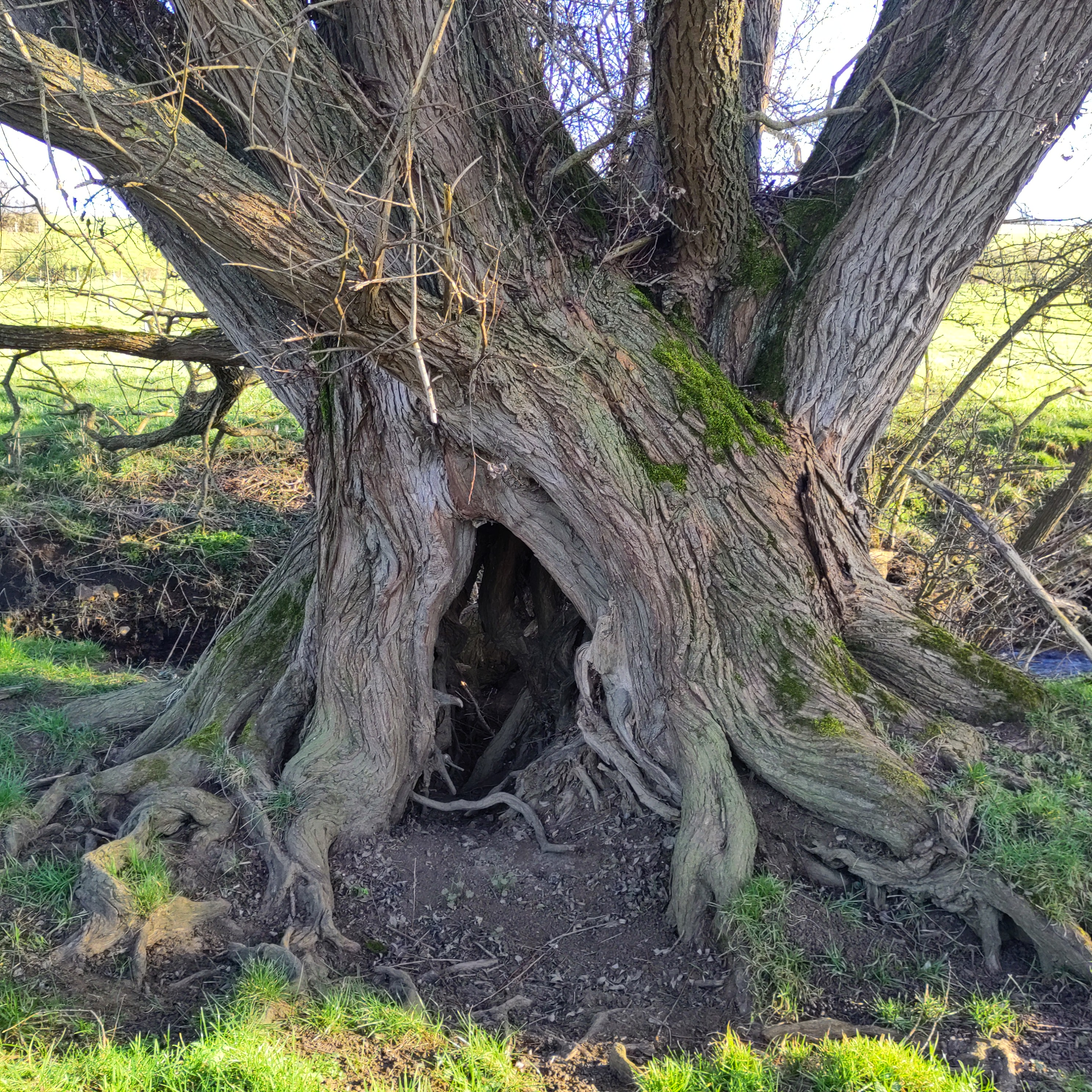
Saule majestueux en bordure de Roanne. Cet arbre est appelé en Lorraine « saule batarde ». Ses tiges fines et jaunâtres sont utilisées en vannerie

### Démographie

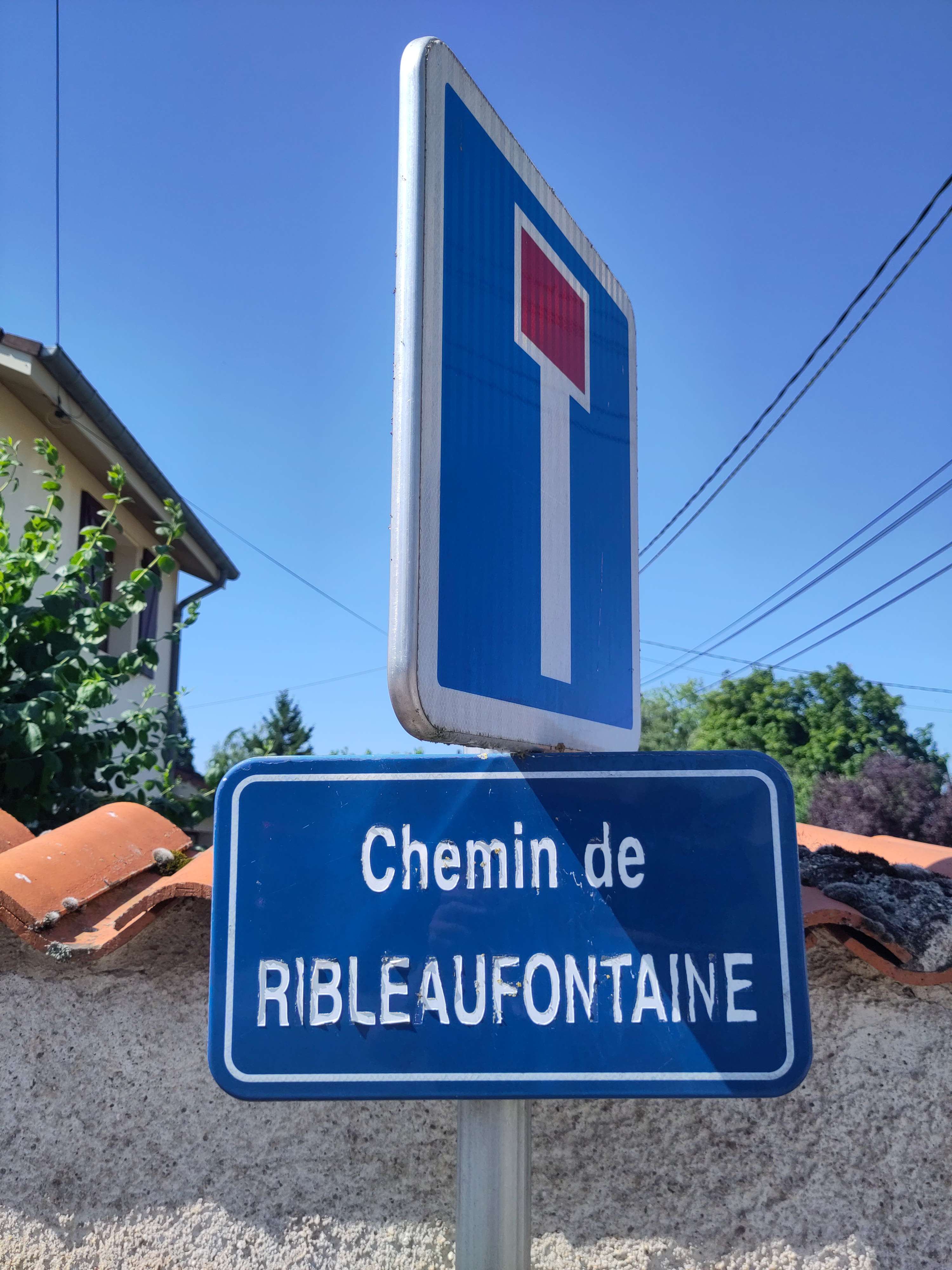
Odonyme lorrain à Lenoncourt

L'évolution du nombre d'habitants est connue à travers les recensements de la population effectués dans la commune depuis 1793. Pour les communes de moins de 10 000 habitants, une enquête de recensement portant sur toute la population est réalisée tous les cinq ans, les populations de référence des années intermédiaires étant quant à elles estimées par interpolation ou extrapolation. Pour la commune, le premier recensement exhaustif entrant dans le cadre du nouveau dispositif a été réalisé en 2008.

En 2022, la commune comptait 592 habitants, en évolution de −0,34 % par rapport à 2016 (Meurthe-et-Moselle : −0,13 %, France hors Mayotte : +2,11 %).
| 1793 | 1800 | 1806 | 1821 | 1831 | 1836 | 1841 | 1846 | 1851 |
| ---- | ---- | ---- | ---- | ---- | ---- | ---- | ---- | ---- |
| 365  | 458  | 460  | 479  | 495  | 495  | 521  | 554  | 555  |

| 1856 | 1861 | 1872 | 1876 | 1881 | 1886 | 1891 | 1896 | 1901 |
| ---- | ---- | ---- | ---- | ---- | ---- | ---- | ---- | ---- |
| 486  | 497  | 510  | 511  | 508  | 473  | 463  | 423  | 400  |

| 1906 | 1911 | 1921 | 1926 | 1931 | 1936 | 1946 | 1954 | 1962 |
| ---- | ---- | ---- | ---- | ---- | ---- | ---- | ---- | ---- |
| 364  | 399  | 316  | 406  | 386  | 400  | 381  | 376  | 379  |

| 1968 | 1975 | 1982 | 1990 | 1999 | 2006 | 2008 | 2013 | 2018 |
| ---- | ---- | ---- | ---- | ---- | ---- | ---- | ---- | ---- |
| 365  | 339  | 317  | 377  | 433  | 544  | 576  | 594  | 590  |

| 2022 | - | - | - | - | - | - | - | - |
| ---- | - | - | - | - | - | - | - | - |
| 592  | - | - | - | - | - | - | - | - |

## Culture locale et patrimoine

### Lieux et monuments

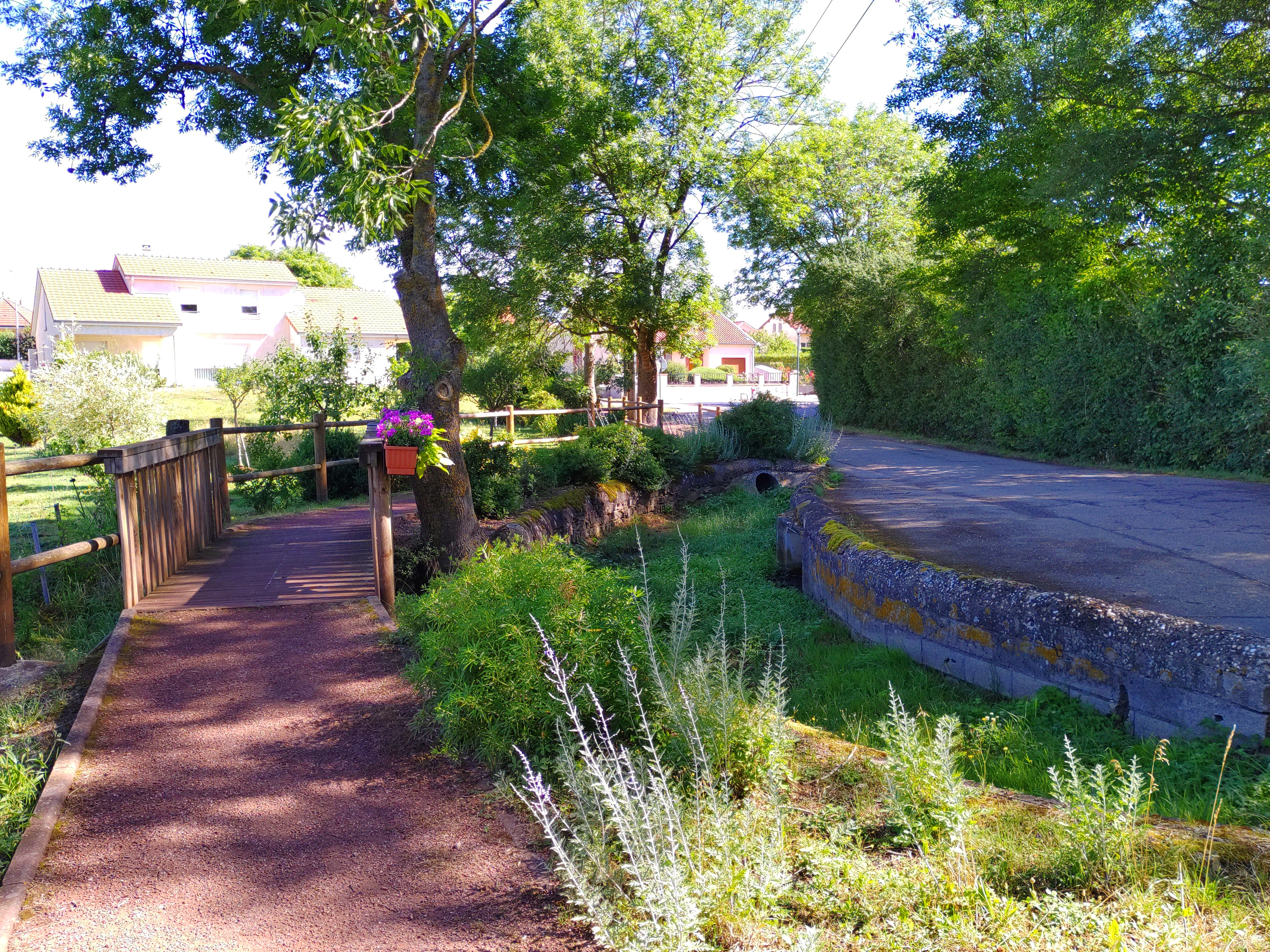
Patrimoine rural : le guéoir.

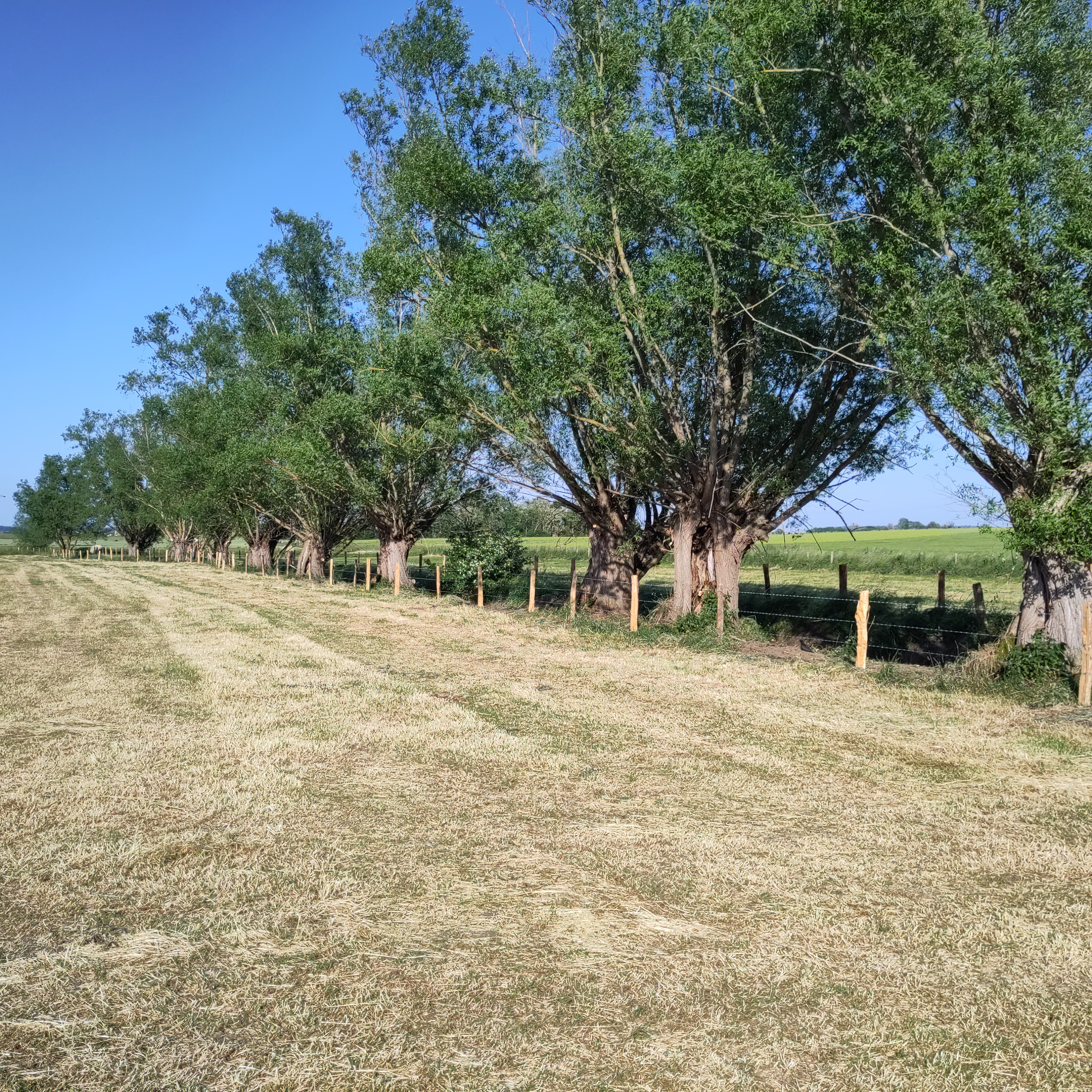
jolie ripisylve du ruisseau de Bronze

- Nombreux vestiges gallo-romains trouvés au XIXe.

- Château de Lenoncourt XIIIe/XIVe fondé par Thierry de Nancy. Il est protégé au titre des monuments historiques à la suite de son inscription par arrêté du 2 novembre 1979 et son classement pour ses façades et toitures et la tour isolée dans le parc par arrêté du 3 avril 1984[34].
- Sondages salins de la vallée de la Roanne (également sur commune de Varangéville) à Lenoncourt. Fondée en 1855, la société Daguin disposait de cinq groupes de sondages dans les vallées de la Meurthe et de la Roanne. Les chevalements des forages sont abrités par des structures pyramidales charpentées ou dans des bâtiments en aggloméré de crassier, coiffés d'une toiture à deux versants. Ces sondages salins constituent un vestige exceptionnel d'un mode d'exploitation qui a connu sa pleine extension des années 1880 à la Seconde Guerre mondiale. Les sondages ont été obturés en 1967. Celui de Lenoncourt au lieu-dit Derrière le Moulin est inscrit au titre des monuments historiques par arrêté du 19 décembre 1986[35].
- Église : tour et nef XVIIIe, chœur XVe. Huit tombeaux de l'église sont décrits en détails dans un article de léon Germain en 1882[36].
- Presbytère XVIIIe.

### Équipements culturels
Collections de taques de cheminée au château.

### Personnalités liées à la commune
- Robert Ier de Lenoncourt, archevêque de Tours puis de Reims, mort en 1532
- Robert II de Lénoncourt, cardinal en 1538
- Philippe de Lenoncourt, cardinal en 1586
- Antoine de Lenoncourt, 2ème Primat de Lorraine en 1607

### Héraldique, logotype et devise
| Blason de Lenoncourt | Blason  | D'argent à la croix engrêlée de gueules.         |
| Blason de Lenoncourt | Détails | Le statut officiel du blason reste à déterminer. |